# 宝成線
宝成線（ほうせいせん、中文表記: 宝成铁路、英文表記: Baoji-Chengdu Railway）は中華人民共和国南西部の四川省成都市と陝西省宝鶏市を連絡する全長669kmの中国国鉄の鉄道路線である。

## 概要
中華人民共和国成立後に初めて新規に開通した電化路線である。
主な駅には成都、徳陽、綿陽、江油、馬角壩、昭化、広元、陽平関、徽県、略陽、鳳州、鳳県、秦嶺、宝鶏がある。 成都～広元までが成都鉄路局管轄、広元～宝鶏までが西安鉄路局管轄である。

## 歴史
- 1913年：測量を開始。
- 1952年7月1日：成都側から北に向かって軌道を敷設開始。
- 1954年1月：宝鶏側から南に向かって軌道を敷設開始。
- 1956年7月13日：全線レールの施設が完了。
- 1958年1月1日：全線が運営を開始。
- 1958年6月：電化工事を正式に着工。
- 1960年6月：宝鶏～鳳州までの電化工事が完了。
- 1975年7月1日：全線の電化工事が完了。
- 1998年12月：拡能改造工程と複線化工事を着工。
- 2008年5月12日：四川省を中心に発生した四川大地震により、トンネル内の脱線事故と崖崩れで地震発生当初は運休していたが、同年5月末に復旧。
- 2010年8月19日：徳陽～広漢間にある石亭江鉄橋の崩落事故により西安発昆明行きのK165列車は傾いた鉄橋の上で緊急停車，5両目から17両目が脱線。
- 2010年10月13日：“8·19水害”による崩落した石亭江鉄橋が復旧。

## 沿線（成都～宝鶏）
- 宝成線は、陝西省から四川省へと抜けるために秦嶺山脈を越える路線であるが、成都から江油 までの区間は成都平野を走るため、まだ平地が多い。馬角壩駅を過ぎると、龍門山山岳地帯に入り、周囲に山が迫り山岳鉄道の様相を呈してくる。斑竹園駅～大爐山駅間4 008.99ｍの新会龍場トンネルを抜け、嘉陵江支流の下寺河渓谷を沿って広元駅へと到着する。
- 広元～秦嶺駅間は嘉陵江上流沿いを走り、狭隘な地形でトンネルも増え、車窓に映された渓谷景色は絶景である。
- 秦嶺駅を出ると全長2364ｍの秦嶺トンネルで秦嶺山脈を越えてゆき、トンネルを出ると、全長27キロ“Ω”字状のループ線で下り勾配を緩和し、楊家湾駅までの区間は橋及びトンネルが集中している。
- 楊家湾駅を出ると、線路は清姜河を沿って、渭河鉄橋を抜け、線路は西から合流してくる隴海線とともに、宝鶏駅 へと滑り込む。

＊全線のトンネルは304本（総延長84km)、橋梁は1001本（総延長28km)を数え、全線の17％がトンネルと橋梁で占められて、中国国内でも有数の山岳鉄道である。

## 接続路線
- 成都駅：成渝線・成昆線・成灌線
- 青白江駅：達成線 、成汶線
- 広漢駅：広岳線（広漢～岳家山）
- 徳陽駅：徳天線（徳陽～天池）
- 広元駅：広旺線
- 陽平関駅：陽安線
- 宝鶏駅：隴海線・宝中線